# Malo kingi
Espèce
Malo kingi est une méduse extrêmement venimeuse surtout localisée sur les côtes australiennes. De taille minuscule, elle est très difficile à détecter et sa piqûre peut provoquer le syndrome d'Irukandji, caractérisé par une douleur sévère, des vomissements et une hausse rapide de la pression sanguine. À ce titre, elle fait partie des méduses irukandji.
Elle hérite du nom de Robert King, un touriste américain ayant un jour nagé au large de Port Douglas, qui succomba à sa piqûre.

## Protection
Une mesure de protection artisanale et ancienne consiste à utiliser des collants en nylon (un utilisé « normalement » en dessous de la taille, et un autre pour les bras et le torse). Les nématocystes (cellules venimeuses) comportent un cil sensible chimiquement au contact avec les êtres vivants, le venin est économisé et non injecté au contact avec des substances inertes comme les rochers ou le nylon[réf. nécessaire]. Cette méthode très économique reste d'actualité malgré le développement d'équipements de protection individuelle (combinaisons intégrales, plus pratiques mais beaucoup plus onéreuses, crèmes anti-méduse) ou collective (filets anti-méduses), dont le coût élevé rend leur généralisation difficile, car ils n'arrêtent pas d'autres méduses plus petites et néanmoins très irritantes.
Leurs nématocystes (cellules venimeuses) comportent un cil sensible chimiquement au contact avec une substance qui se trouve sur les poissons, les crustacés et les humains. Ils comportent à l'intérieur une fine et longue pointe. Dès qu'ils se déclenchent, cette pointe est retournée, son intérieur devenant son extérieur, elle est projetée en 600 nanosecondes, et injecte son venin directement dans la circulation sanguine[réf. nécessaire]. La petite taille des filaments urticants a pour conséquence qu’une simple tenue de protection (type combinaison de plongée ou rashguard) suffit pour se prémunir des piqûres.